# Profeta en su tierra
Profeta en su tierra es un álbum recopilatorio de la banda argentina de heavy metal Almafuerte, publicado en 1998 por el sello DBN. 

## Detalles
El CD contiene canciones remasterizadas de los álbumes de la banda hasta 1997, y algunas versiones inéditas de estudio y en directo. Se trata del último álbum de la banda con el sello DBN, ya que en 1998 firma contrato con la multinacional PolyGram, y publica sus próximos álbumes bajo el sello Interdisc. 
El nombre del álbum proviene del Nuevo Testamento, cuando Jesús dijo que "el profeta no tiene honra en su propia tierra" (Juan 4:44 y Marcos 6:4).

## Lista de canciones
| N.º   | Título                                                    | Letras                              | Música                 | Duración |  |
| 1.    | «Presa fácil»                                             | Ricardo Iorio                       | Ricardo Iorio          | 5:17     |  |
| 2.    | «Del entorno» (Versión inédita)                           | Ricardo Iorio                       | Ricardo Iorio          | 3:29     |  |
| 3.    | «Amasijo de un gran sueño»                                | Ricardo Iorio                       | Ricardo Iorio          | 3:22     |  |
| 4.    | «Voy a enloquecer» (En directo)                           | Ricardo Iorio                       | Ricardo "Chofa" Moreno | 2:11     |  |
| 5.    | «Lucero del alba»                                         | Ricardo Iorio                       | Claudio Marciello      | 4:55     |  |
| 6.    | «Hombre peste»                                            | Ricardo Iorio                       | Claudio Marciello      | 2:44     |  |
| 7.    | «Zamba de resurrección» (En directo)                      | Ricardo Iorio                       | Claudio Marciello      | 3:31     |  |
| 8.    | «De la carne»                                             | Ricardo Iorio                       | Claudio Marciello      | 3:25     |  |
| 9.    | «En las calles de Liniers» (Versión inédita de Hermética) | Ricardo Iorio                       | Ricardo Iorio          | 2:37     |  |
| 10.   | «Como los bueyes»                                         | Pedro Bonifacio Palacios            | Ricardo Iorio          | 2:47     |  |
| 11.   | «Moraleja» (Versión en directo de Hermética)              | Ricardo Iorio                       | Ricardo Iorio          | 3:08     |  |
| 12.   | «Los delirios del defacto»                                | Ricardo Iorio                       | Ricardo Iorio          | 2:58     |  |
| 13.   | «Rubén Patagonia» (En directo)                            | Ricardo Iorio                       | Claudio Marciello      | 3:38     |  |
| 14.   | «Del colimba» (Versión en directo de Hermética)           | Ricardo Iorio                       | Ricardo Iorio          | 4:17     |  |
| 15.   | «Me da pena confesarlo» (Tema inédito de estudio)         | Alfredo Le Pera · Mario Battistella | Carlos Gardel          | 2:29     |  |
| 50:48 |                                                           |                                     |                        |          |  |

## Créditos
- Ricardo Iorio - voz y bajo
- Claudio Marciello - guitarra
- Claudio Cardaci - batería